# Ponta do Seixas
Koordinaten: 7° 9′ 20″ S, 34° 47′ 35″ W

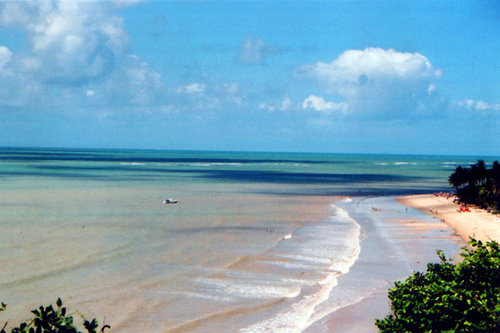
Ponta do Seixas mit dem Strand Praia do Seixas

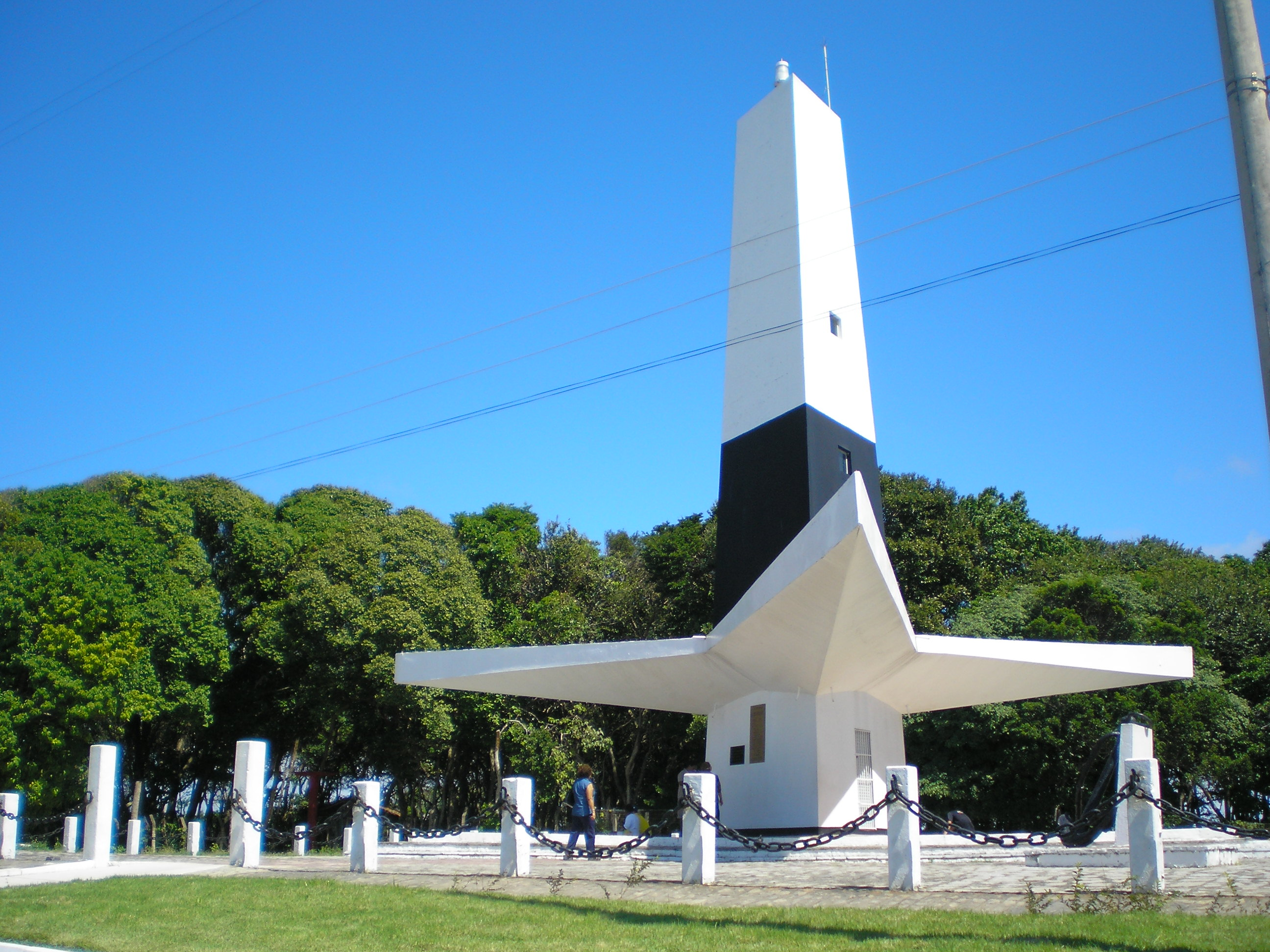
Der Farol do Cabo Branco in der Nähe des Ponta do Seixas markiert weithin sichtbar die östlichste Stelle Amerikas.

Ponta do Seixas ist ein Kap im Osten Brasiliens am Atlantischen Ozean. Es markiert den östlichsten Punkt des amerikanischen Doppelkontinents. Das Kap liegt ca. 10 Kilometer südöstlich vom Stadtzentrum João Pessoas, der Hauptstadt des Bundesstaates Paraíba. Knapp einen Kilometer nördlich vom Ponta do Seixas befindet sich der Leuchtturm Farol do Cabo Branco, in Anlehnung an das Cap Blanc im Westen Afrikas.